# Glenea anna
Glenea anna là một loài bọ cánh cứng trong họ Cerambycidae.